# America’s National Parks
America’s National Parks ist ein Jazzalbum von Wadada Leo Smith, das am 5. Mai 2016 in dem Firehouse 12 Studio in New Haven, CT aufgenommen und am 14. Oktober 2016 bei Cuneiform Records veröffentlicht wurde.

## Hintergrund
Nach Ansicht von Thom Jurek reiht sich das Album in die Reihe der in der ersten Hälfte der 2010er-Jahre aufgenommenen Langformen von Wadada Leo Smith ein, die von der Kritik „zu Recht“ gefeiert wurden. Von Ten Freedom Summers (2010) bis zu Occupy the World (2013) und Great Lakes Suites (2015) haben seine Alben „evokativ und provokativ“ eine geschickte musikalische Sprache verwickelt, die sowohl untersucht als auch illustriert. Die sechs thematisch und musikalisch miteinander verbundenen Kompositionen der „Nationalparks Amerikas“ wurden durch Smiths eigene Forschungen über die Verabschiedung des Ordensgesetzes durch den US-Kongress im Jahre 1916 zur Gründung des National Park Service geboren. Anders als der Dokumentarfilmer Ken Burns (The National Parks: Amerikas beste Idee), feiert Smith hier nicht die Erhabenheit der Natur. Sein Aufhänger war die Idee der Parks als „… eine kollektive Vorstellung von allgemeinem Eigentum … was jeder Amerikaner in der Geschichte hervortretend in Besitz sehen kann …“. Während Yellowstone, Yosemite und Sequoia / Kings Canyon National Parks alle durch individuelle Kompositionen vertreten sind, geht Smith weiter auf kulturelle, spirituelle, historische und symbolische Quellen ein: New Orleans, der Mississippi River und das Leben der afroamerikanischen Musikwissenschaftlerin, Schriftstellerin und Gründerin der Zeitschrift The Black Perspective in Music (zu der Smith beigetragen hat), Eileen Jackson Southern. Im Untertitel bezeichnet er sie als „A Literary National Park“.
Das Doppelalbum hat Smith mit seinem Jazz-Quartett eingespielt, das er auch schon bei Ten Freedom Summers eingesetzt hatte; es bestand aus Anthony Davis (Piano), John Lindberg (Bass) und Pheeroan akLaff (Schlagzeug), nun ergänzt um die Cellistin Ashley Walters. Während die Größe des Ensembles geringer ist als die der Gruppe, die Summers aufgenommen hat, hat diese Besetzung die gleiche Bandbreite klassischer Jazz-Plus-Instrumente, schrieb Seth Colter Walls.
Zur konzeptionellen Ausrichtung des Albums schrieb Wadada Leo Smith: „Die Idee, diese Nationalparks zu schaffen, wurde als erste Idee gefeiert, damit gemeinsame Grundlagen für die allgemeine Basis einer Gesellschaft zu schaffen. Es ist eine kollektive Vorstellung von gemeinsamem Eigentum, Vererbung, Langlebigkeit, Transformation und nachhaltiger Schönheit, wo jeder Amerikaner in dem Fortgang der Geschichte diesen gemeinsamen Besitz sehen und besitzen kann.“ In Smiths Auswahl gehören Nationalparks, die bereits in Betrieb sind – wie der Yellowstone National Park-, aber auch heilige Kulturzonen, die noch nicht per Regierungsbeschluss anerkannt wurden.
Der Titel des ersten Stücks „New Orleans: The National Culture Park USA 1718“ (dem Jahr der Gründung von La Nouvelle-Orléans als französische Kolonie), verweist auf den voramerikanischen Charakter der Stadtgründung durch die französische Mississippi-Kompanie, meint Seth Colter Walls. Die Qualität der Eröffnungstitel zeige, dass Smith diesen Standort aufgrund seiner Beziehung zum Jazz als potenziellen Nationalpark empfiehlt. Das Tempo ist langsam und macht manchmal den Weg frei für beatfreie Soundstrecken. In „The Mississippi River: Dark and Deep Dreams Flow the River – a National Memorial Park c. 5000 BC“ (deutsch „dunkle und tiefe Träume fließen den Fluss hinunter- ein Nationaler Gedenkpark.“) beschreibt Smith diesen „Park“ musikalisch als „eine Gedenkstätte“, die von feindlichen Truppen in Mississippi als Abladeplatz für schwarze Körper genutzt wurde, so Walls.
Die Hälfte der sechs Abschnitte dieser Suite ist von offiziell staatlich gestifteten Parks inspiriert, schrieb Matt R.Lohr. In „Yellowstone: The first National Park and the Spirit of America“ treffe man auf Smiths krasse, uralte Phrasen, die dem welligen Rhythmus von Davis und Lindberg weichen, der geschickt mit ängstlichen Reaktionen von AkLaff verzahnt ist. Smith erinnert an Sequoia und Kings Canyon National Parks und entfesselt voll getönte Trillerläufe über rollende Freiform-Trommelfiguren und scharfkantige Interpolationen von Walters. Auf „Yosemite“ schließen sich Davis’ schwere Blockakkorde an Smiths widerhallendes Horn an, um die Verzweiflung heraufzubeschwören, mit der Siedler konfrontiert wurden, die sich ihren Weg nach Westen bahnten.
Die anderen Sätze widmen sich natürlichen, bürgerlichen und menschlichen Phänomenen, die Smith’ Ansicht nach die Kanonisierung verdient hätten; „New Orleans: The National Culture Park USA 1718“ erfasst musikalisch alle Facetten dieser komplexesten Stadt, so Matt R. Lohr. „Lindberg und akLaff entwickeln einen recht subtilen Groove, während Smiths gedämpfte Klänge sowohl einen Hauch von Blues als auch einen Hauch von Mystik hinzufügen“. In Smith’ Ehrung von Eileen Jackson Southern („A Literary National Park“) kreierten Davis und Walters „feurige Fragmente der Abstraktion, ehe sie sich zu einem tief empfundenen Finale zu Smith begeben.“
In sich seien die sechs Sätze der Suite America’s National Parks Mini-Suiten für sich, meinte Kevin Whitehead. „Smiths geschriebene Themen können täuschend einfach sein, wie eine Skizze einer Melodie, die später ausgefüllt wird. Die Spieler können mit diesen Themen laufen oder sie verwenden, um eine Stimmung festzulegen. Smiths Gruß an den Yellowstone National Park enthält diesen Geysir einer Linie.“ Um die Musik des Quintetts zu formen, verwendet der Komponist Wadada Leo Smith direkte Notation, kollektive und Solo-Improvisation sowie Bildpartituren, die die Spieler auf verschiedene Weise interpretieren können.

## Titelliste

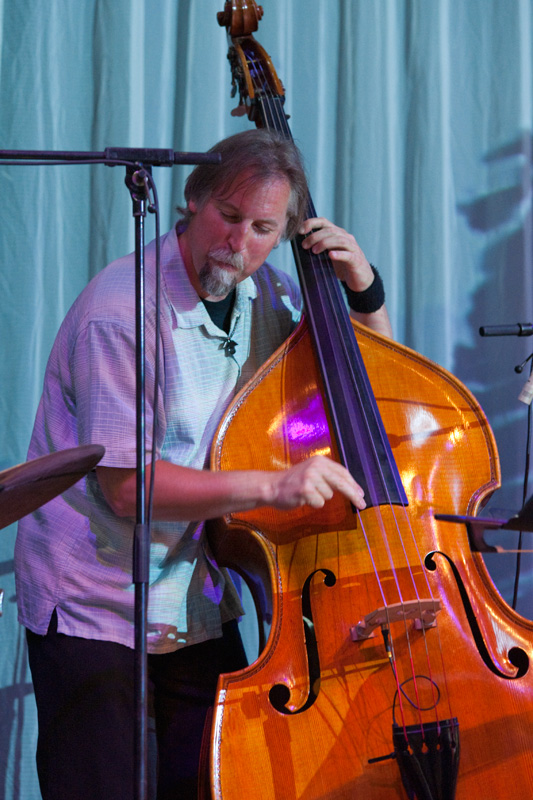
John Lindberg, mœrs festival 2010

- Wadada Leo Smith – America’s National Parks (Cuneiform Records – RUNE 430/431[6])
- Wadada Leo Smith: America’s National Parks

CD 1
1. New Orleans: The National Culture Park USA 1718 – 20:59
2. Eileen Jackson Southern, 1920–2002: A Literary National Park – 9:40
3. Yellowstone: The First National Park and the Spirit of America – The Mountains, Super-Volcano Caldera and Its Ecosystem 1872 – 12:34

CD 2
1. The Mississippi River: Dark and Deep Dreams Flow the River – a National Memorial Park c. 5000 BC – 31:09
2. Sequoia / Kings Canyon National Parks: The Giant Forest, Great Canyon, Cliffs, Peaks, Waterfalls and Cave Systems 1890 – 6:48
3. Yosemite: The Glaciers, the Falls, the Wells and the Valley of Goodwill 1890 – 15:23

Alle Kompositionen stammen von Wadada Leo Smith.

## Rezeption
2017 gewann America’s National Parks den Kritiker-Poll des Down Beat als Jazz-Album des Jahres; Das Magazin schrieb, Smiths Album setze die konzeptionelle und politische Ausrichtung von Ten Freedom Summers fort und bekräftige Smiths Engagement, wichtige Momente und Ideen der amerikanischen Geschichte zu gedenken.
Euan Andrews von The Quietus erklärte: „America’s National Parks lassen sich aus Vergangenheit und Gegenwart inspirieren und wandeln sie in mögliche Zukunftsformen um. Es ist sowohl ein Akt der Erlösung als auch ein Klang der Rechtfertigung durch bloße Willenskraft und unbestreitbare Existenz, eine Rekultivierung des Bürgerraums als Verkörperung von kultureller Bedeutung fernab von schädigendem und verkanntem politischem Diskurs oder Ethos - es ist der Klang Amerikas, wie er sein sollte und könnte und ein bestimmender Moment für den modernen amerikanischen Jazz.“

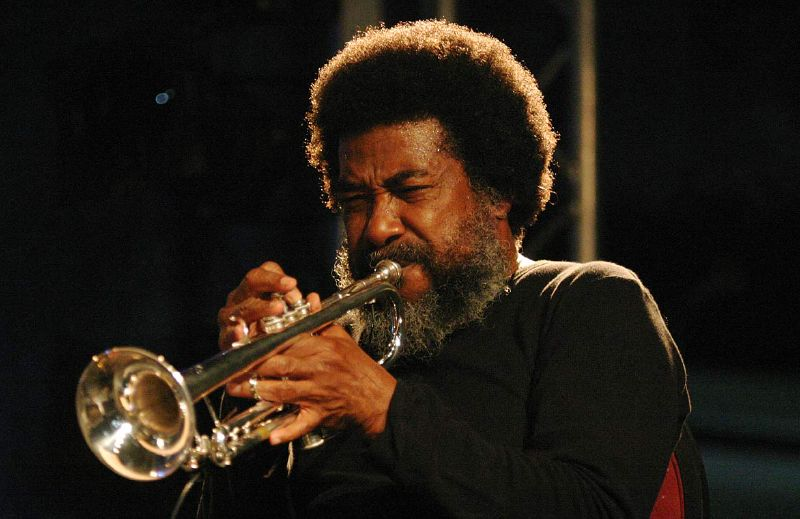
Wadada Leo Smith

Seth Colter Walls schrieb in Pitchfork, „musikalische Widmungen gehören jetzt ebenso zu Smiths Prozess wie die experimentelle Natur seiner feurigen Improvisationen. Bei diesen historischen Beschwörungen handelt es sich jedoch nicht nur um kreative Aufforderungen, mit denen er seine Schreibhand in Schwung bringt. Smiths Denkmäler entwickeln sich oft zu schlauen Leitartikeln. Wenn der Komponist seine Meditationen aus der Zeit der bürgerlichen Rechte auf Ereignisse des 21. Jahrhunderts ausdehnt, kann er auf diese Weise feststellen, wie bestehende Vorurteile althergebracht sind.“ America’s National Parks passe damit eindeutig zu den Trends in Smiths neuerer Produktion.
„Anfangs steht die Stimmung zwischen Feierlichkeiten und Beobachtung auf einem Mittelweg. Smiths Trompete wechselt von hellen Linien der Heraldik zu subtileren Elementen, die mit Walters’ Violoncello-Linien harmonieren. Ein paar Minuten später kommt ein schnellerer Beat. Smith antwortet mit einem gedämpften Trompetensolo voller makelloser, bluesiger Haltung. Schließlich erhält der Pianist (und exzellente Komponist) Anthony Davis eine lange Passage, die mit einer impressionistischen, verträumten Kadenz endet. Zu diesem Zeitpunkt ist der Eröffnungs-Track kaum zur Hälfte vorbei - und er hat den Hörern bereits ein Trio aus verschiedenen, einprägsamen Welten gegeben,“ schrieb Walls zum Eröffnungstitel.
„Wie bei anderen ehrgeizigen Projekten von Smith erforderten America’s National Parks die Aufmerksamkeit und Zeit des Hörers“, schrieb Walls weiter. „Aber die Belohnungen, die es bietet, können dazu führen, dass sich diese umfangreichen Anforderungen als berechtigt herausstellen. Der dramatischste Stilmix entsteht während des halbstündigen Stücks ‚The Mississippi River: Dark and Deep Dreams Flow the River - a National Memorial Park c. ‚5000 BC‘ höre man ‚grimmige Piano-Akkorde und ominös gekrümmte Streicher‘ die auf ein Gewaltpotenzial hindeuteten, bevor die mächtigsten Abschnitte des Albums, die frei improvisieren, die Bedrohung zu überwinden scheinen.“
„Andernorts wird die krasse, manchmal gewalttätige Majestät der natürlichen Welt durch imposante Blöcke atonalen Modernismus beschworen, und zwar in dem den Sequoia-Nationalpark und Kings-Canyon-Nationalparks gewidmeten „The Giant Forest, Great Canyon, Cliffs, Peaks, Waterfalls and Cave Systems 1890“ (dt. Der Riesenwald, der Great Canyon, Klippen, Gipfel, Wasserfälle und Höhlensysteme 1890). “Und eine zarte Schönheit wird in der kammermusikalischen Komposition von Smiths abstraktster konzeptioneller Idee in dieser Serie gefördert: „Eileen Jackson Southern, 1920-2002: Ein literarischer Nationalpark“. Eileen Southern (1920–2002) war Harvard-Musikwissenschaftlerin, die u. a. das Werk The Music of Black Americans schrieb.
Das Album sei zwar nicht die überwältigende Leistung von Ten Freedom Summers, resümiert der Autor, „obwohl das raffinierte Ensemble von Smiths neuem ‚Goldenem Quintett‘ immer wieder überwältigt.“ Und mit der Dauer des Sets entwickle nach und nach ein einzigartiger Charme. Wenn man den langen Weg zu einem Denkmal zurückgelegt habe, „wirft man nicht einfach nur einen kurzen Blick darauf und geht dann wieder. In ähnlicher Weise führen diese erweiterten Ehrungen zu einem überzeugenden Argument bezüglich der Aufmerksamkeit, die der Geschichte und der kulturellen Vielfalt eines Landes noch zu verdanken ist.“
Matt R. Lohr schrieb in JazzTimes, Smith’ Langform-Suite America’s National Parks „vereint politisches Engagement mit einer innigen Verbindung zur Natur.“ Dieses Werk von unbeschreiblicher Erhabenheit, das sein neu ausgebautes Quintett bündelte, beschäftige sich „mit Spannungen, die im Herzen der amerikanischen Erfahrung stehen.“ Der längste Abschnitt der Suite, die dem Mississippi gewidmet ist, sei auch nach Meinung des Autors die leidenschaftlichste; „die Musik lässt die vergessenen Toten wieder aufleben, wenn Walters’ sägende Töne laufen und akLaff Schlagzeug-Salven unter wütenden, heftig wehenden Fluten abwirft. Wie die gesamte Suite ehrt sie ihre Inspirationen und konfrontiert sie mit den Kompromissen und Schmerzen, die sie ermöglicht haben.“

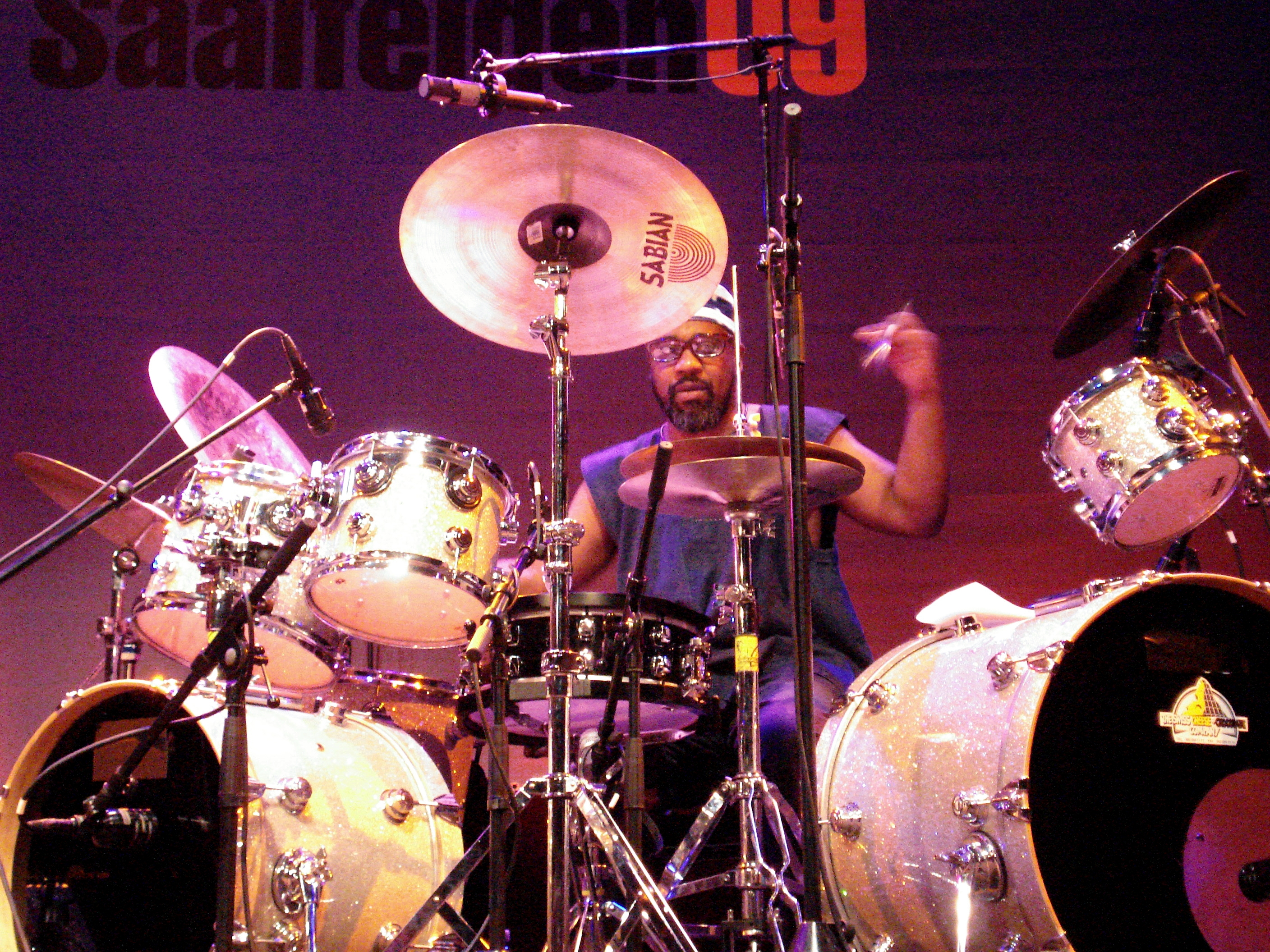
Pheeroan akLaff

Kevin Whitehead äußerte sich in einem Rundfunk-Feature bei National Public Radio: Wadada Leo Smiths neue Suite sei zwar durch die ersten hundert Jahre des Parkdienstes inspiriert, aber das Konzept sei etwas locker. Im letzten Abschnitt, dem Mississippi River gewidmet, dränge Smith mit seinem Horn nicht immer nach vorne, aber seine Trompete ist das Herz der Gruppe. Wie Miles Davis spiele er oft mit einer harmonischen Stummschaltung gespielt, um einen der menschlichsten Töne zu erhalten, die man aus einem Horn herausholen könne. In Weiteren urteilt Whitehead: „In fast allen Umgebungen liebt er den offenen Raum, um der Musik Raum zum Atmen zu geben“. „Was Wadada Leo Smith an unseren Nationalparks fasziniert“, so Whitehead weiter, „ist die Idee der Commons, der Ressourcen, die jedem zur Verfügung stehen, der Zugang zu ihnen hat. Er sieht musikalische Traditionen ähnlich. Er kann Jazz, Klassik und andere verfügbare Musikstile für seine eigene Neuschöpfung nutzen. Auf dieser gemeinsamen Basis außerhalb der stilistischen Grenzen habe er erarbeitet, seine eigene Geschichte zu erzählen und enthüllt, wo er herkommt und wohin er gereist ist. Und in America’s National Parks, mit dem Goldenen Quintett, klingt Wadadas weitläufige Musik nicht nach glitzernden Fragmenten, sondern nach einem großen organischen Ding, einer Landschaft von Küste zu Küste.“
Thom Jurek verlieh dem Album in AllMusic vier (von fünf) Sternen und schrieb, ein aus sieben Noten bestehender Riff, gespielt von John Lindberg führe New Orleans: The National Culture Park USA 1918 ein. Während das Muster des Bassisten den Blues verwende, sei dies keine Uptempo-Feier des musikalischen Erbes von NOLA. Stattdessen nimmt es den Mythos Buddy Bolden – einen unbekannten, aber legendären Jazztrompeter – als Muse. Nachdem Bassvamp, Klavier, Schlagzeug, Violoncello und Trompete sich kollektiv engagieren, entstünden feine Solokorrekturen, afrikanische Rhythmen, Jazz und Blues, die sich gegenseitig durchdringen, während aus ihren Quellen eine neue Musik entstehe. Wo Eileen Jackson Southern … sich durch tonale und timbrale Abstraktion und Farbe zu einer hinreißenden Artikulation bewegt, wechselt Yellowstone … von der Skelettuntersuchung zu ausgeprägter Form und dynamischen Interpolation von Jazz, Volksmusik (amerikanischer Ureinwohner) und Westliche klassische Musik in multivalenter Konversation. Mississippi River … biete dem Ensemble die beste Gelegenheit zum kollektiven Improvisieren, aber umgekehrt sei es auch die beste Komposition. „Jede detaillierte Idee, jeder fiktive Konflikt und jede gefühlte Emotion wird untersucht und ausgedrückt.“ Man brauche nicht alle 90 Minuten der America’s National Parks auf einmal zu erleben, so Jureks Resümee, es könnte für einige besser sein, dies langsam aufzusaugen. In jedem Fall seien Solo- und Gruppenimprovisationen, Kammermusikalische Klänge, moderner Jazz und Avant-Komposition meisterhaft ausbalanciert.